# Incident du Passaleão
L'incident du Passaleão (關閘事件, Batalha do Passaleão), également connu sous le nom de bataille du Passaleão (ou Pak Shan Lan) ou incident de Baishaling, est un conflit armé entre le Portugal et la Chine au sujet de Macao en août 1849. Les Chinois sont vaincus dans le seul affrontement militaire, mais les Portugais annulent de nouvelles expéditions punitives après qu'une explosion navale ait tué environ 200 marins.

## Changements dans la politique portugaise
Le gouverneur portugais João Maria Ferreira do Amaral adopte une position conflictuelle envers les Chinois, comme en témoigne la révolte des faitiões (octobre 1846). Début 1849, il propose de prolonger une route allant des  murailles de la ville (en) jusqu'à la frontière chinoise. Cela nécessite le déplacement de certaines tombes chinoises. De plus, il ordonne aux résidents chinois à l'intérieur des murailles de payer des impôts aux autorités portugaises et non plus aux mandarins impériaux.
Amaral renforce également les contrôles sur le trafic de lorcha et tente d'empêcher les mandarins de percevoir les droits coutumiers de la minorité tanka qui vit sur des bateaux dans le port, puisque Macao est un port franc. Les mandarins conservent deux maisons de douane , une au port intérieur (Praia Pequena) et une au port extérieur (Praia Grande). Ils refusent de les fermer à la demande d'Amaral, ainsi, ce-dernier proclame leur fermeture le 5 mars. Les mandarins ne bougent toujours pas et, le 13 mars, ils sont expulsés de force. Amaral informe les mandarins de Zhongshan que s'ils visitent un jour Macao, ils seraient reçus comme des dignitaires étrangers.
Avec tous ces mouvements, les mandarins, et l'État chinois, risquent de perdre des revenus importants. Les habitants chinois de Macao sont énervés et des pancartes offrant une récompense pour la tête d'Amaral sont affichées à Canton. Le gouverneur atteint cependant son objectif d'indépendance macanaise vis-à-vis de la Chine : les légations d'Espagne, du Royaume-Uni et des États-Unis accréditées auprès de la Chine choisissent de rester à Macao en attendant l'autorisation d'entrer en Chine.

## Assassinat d'Amaral

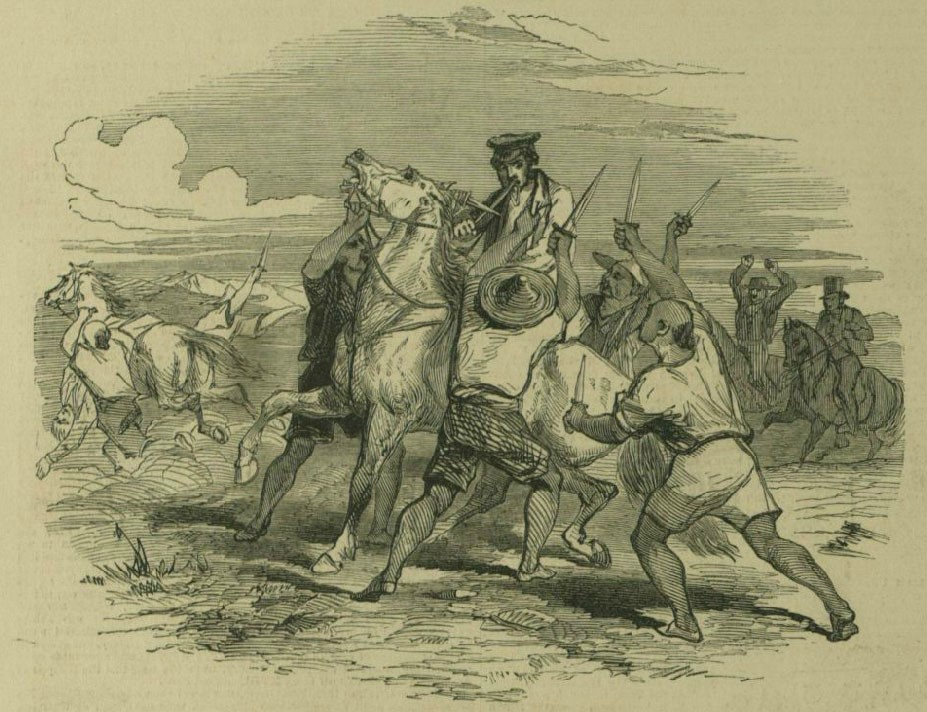
Assassinat du gouverneur João Maria Ferreira do Amaral, dans le Illustrated London News du 10 novembre 1849.

Les choses atteignent un point critique le 22 août, lorsqu'Amaral et son aide de camp, le lieutenant Jerónimo Pereira Leite, quittent la ville par les Portas do Cerco (porte de la barrière) pour donner l'aumône à une femme chinoise âgée qu'Amaral soutenait. Les deux hommes ne sont qu'à quelques centaines de mètres de la porte lorsqu'un coolie chinois effraie le cheval d'Amaral avec une perche en bambou et fait signe à ses camarades dissimulés. Le gouverneur manchot tient les rênes avec ses dents pour dégainer son pistolet. Avant qu'il ne puisse le faire, il est attaqué par sept Chinois, menés par Shen Zhiliang et armés uniquement d'armes blanches, et jeté à terre. Leite, également armé, est lui aussi mis à terre et s'enfuit à pied. Dans l'intention de récupérer la récompense à Canton, les assassins coupent la tête et la main restante d'Amaral comme preuve. Les autorités portugaises récupèreront ensuite le reste de son cadavre et feront une traînée de sang jusqu'à la porte,.
La nouvelle de l'assassinat atteint rapidement Canton, où les preuves sont largement vues et les auteurs ouvertement félicités. Lorsque les Portugais, soutenus par les Américains, les Britanniques, les Français et les Espagnols, protestent contre la fuite des assassins vers le gouvernement chinois, ce-dernier affirme ignorer complètement l'événement.
Puisque qu'Amaral a auparavant dissous le Sénat de Macao (parce qu'il s'était opposé à sa politique d'imposition), il existe un vide de pouvoir après son assassinat. Certains hauts fonctionnaires demandent l'aide de la Grande-Bretagne et des États-Unis. L'USS Plymouth (en) et le Dolphin (en) adoptent des positions défensives dans le port, tandis que le HMS Amazon et le Medea (en) font débarquer des Royal Marines pour défendre les civils portugais et les ressortissants britanniques.

## Bataille du 25 août

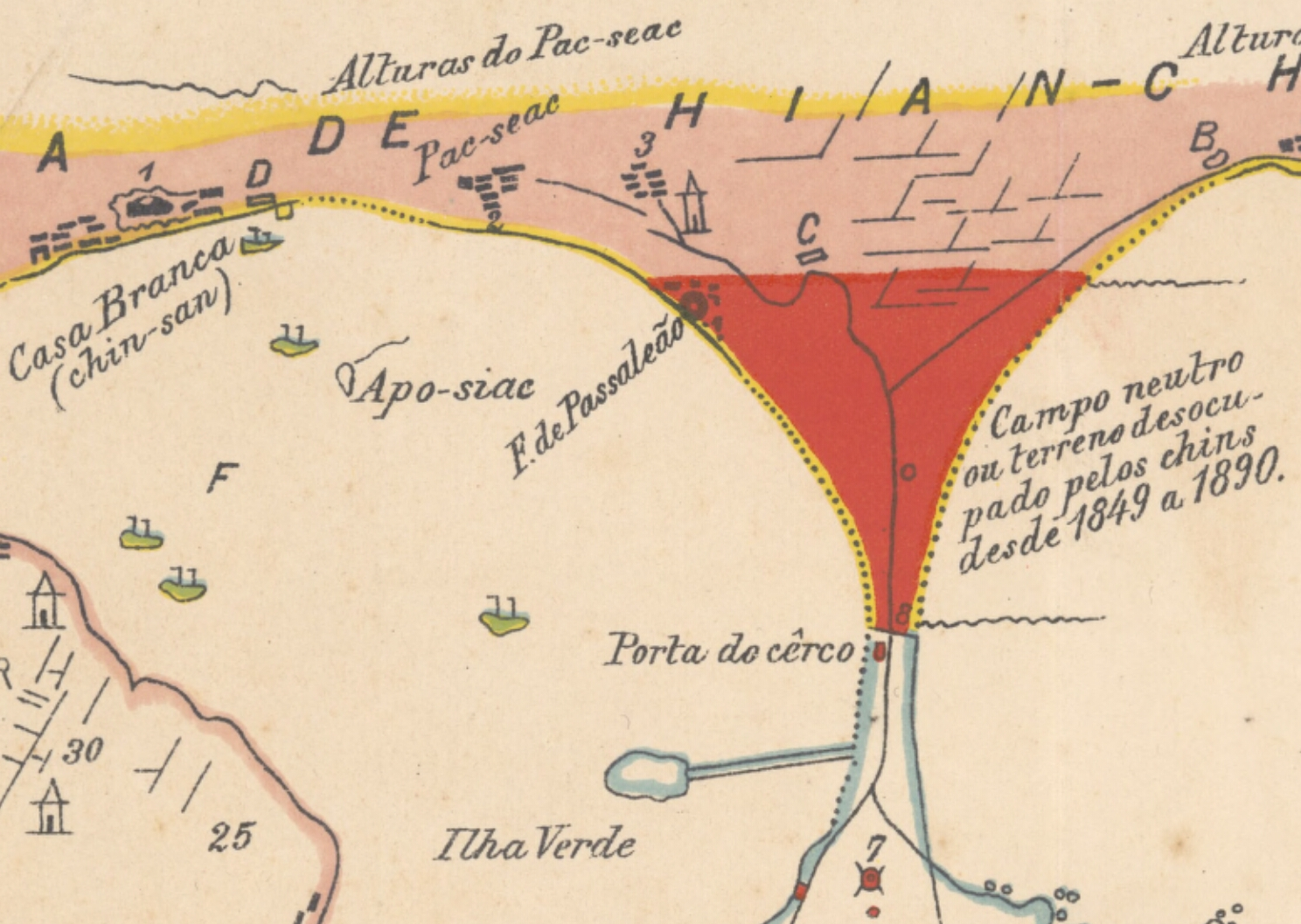
Carte ancienne de Macao, montrant le fort du Passaleão et la porte de la barrière (Portas do Cerco).

Au lendemain de l'assassinat, sentant la faiblesse des Portugais, les Chinois rapprochent les troupes de la ville. Le 25 août, les canons du fort impérial de Latashi (拉塔石), connu des Portugais sous le nom de Passaleão, à environ 1,5 km au nord de la ville, ouvrent le feu sur les murailles de Macao. L'artillerie de campagne et navale des Portugais ripostent, mais n'infligent que peu de dégâts au fort chinois. Avec environ 400 hommes et 20 canons, les Chinois sont largement plus nombreux et plus armés que la garnison portugaise. Dans cette situation, Vicente Nicolau de Mesquita, un sous-lieutenant d'artillerie, se porte volontaire pour mener une attaque sur Baishaling avec une compagnie d'environ trente-six hommes et un obusier. Cette pièce d'artillerie ne tire qu'un seul coup avant que son chariot ne tombe en panne, mais l'obus sème la panique dans les troupes chinoises. Mesquita mène alors une charge, et les Chinois surpris paniquent et s'enfuient. Désormais aux commandes du fort mais incapable de le tenir, Mesquita fait sceller la bouche des canons et exploser les poudrières . Un Portugais est blessé et environ 15 Chinois sont tués. Bien que Mesquita sera traité comme un héros au XXe siècle, tant au Portugal qu'à Macao, il n'est pas immédiatement reconnu pour la valeur de ses actions.
Pour calmer les Portugais, Xu Guangjin, vice-roi de Liangguang (en), ordonne l'arrestation de Shen Zhiliang, le principal conspirateur. Il est capturé par des fonctionnaires du comté de Shunde, qui récupèrent également la tête et la main d'Amaral, le 12 septembre 1849. Bien que Xu pense qu'Amaral avait mérité son sort, il fait exécuter Shen Zhiliang à Qianshan le 15 septembre.

## Conséquences
Après leur victoire initiale, les Portugais reçoivent le soutien de la Grande-Bretagne, de la France et des États-Unis. Ils font venir des renforts d'Inde portugaise (Goa) et du Portugal métropolitain (Lisbonne). À la suite de négociations, les Chinois acceptent de rendre la tête et la main d'Amaral en janvier 1850, et le corps entier du gouverneur est renvoyé à Lisbonne pour y être enterré. Les Portugais procèdent à la constitution d'une flottille navale pour une future expédition punitive. La frégate Dona Maria II (en), les corvettes Irís et Dom João I et quelques lorchas armés se rassemblent dans le port le 29 octobre 1850 pour tirer un salut en l'honneur de l'anniversaire du roi Ferdinand II. Après le salut, et juste avant que les élites locales puissent monter à bord du Dona Maria II pour les célébrations, la frégate explose à cause d'un sabotage de la part du gardien de la réserve de poudre en raison d'une rancune contre le capitaine. Près de 200 hommes sont tués et l'expédition est annulée. Un mémorial aux victimes de la tragédie du Dona Maria II, érigé en 1880, se dresse toujours à l'emplacement de l'ancien fort de Taipa.